# Alert
Alert, al territori de Nunavut, Canadà, és una base militar i considerat com el lloc habitat de forma permanent més al nord del món. Tanmateix no és pas ni el lloc espontani més al nord del món (que es troba a Groenlàndia) ni el lloc amb vida familiar més al nord que es troba a Spitzbergen. Rep el nom del vaixell britànic Alert (1856), que va passar l'hivern 10 km a l'est de l'actual estació al Cap Sheridan, Nunavut el 1875-1876.
Segons el cens canadenc de 2006 Alert té 5 habitants. A més té altres habitants temporals, ja que hostatja una base militar de comunicacions per ràdio (CFS Alert), i una estació meteorològica pertanyent al Global Atmosphere Watch (GAW) i l'aeroport d'alert.

## Història

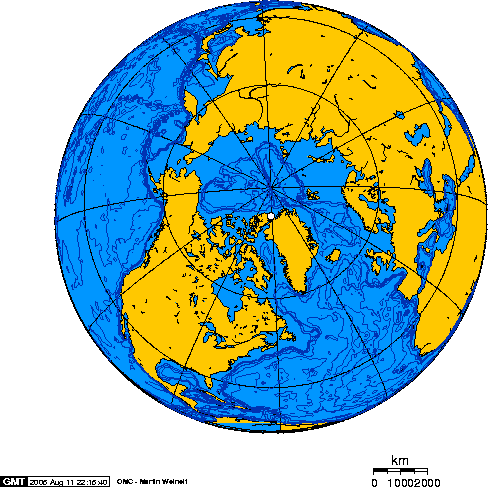
Projecció ortogràfica centrada sobre Alert Nunavut.

Sir George Nares va ser la primera persona a arribar al punt nord de l'illa Ellesmere; amb el vaixell HMS Alert el 1875–1876. L'estació meteorològica s'establí el 1950, i la base militar el 1958.
En la seva història hi ha dos accidents d'avió amb víctimes, el primer va ser el 1950 i el segon el 1991 que va inspirar la pel·lícula Ordeal In The Arctic, protagonitzada per Richard Chamberlain.

## Geografia
Alert està a 12 km a l'oest del Cap Sheridan, el punt més al nord de l'illa Ellesmere a la vora del mar glaçat de Lincoln. Alert està a 817 km del pol Nord; la ciutat canadenca més propera és Iqaluit, a 2.092 km.
La zona es troba a la tundra i a més és semiàrida, les temperatures mitjanes mensuals només estan per sobre de zero els meos de juliol i d'agost. El sol de mitjanit es presenta des de la darrera setmana de març fins a la meitat de setembre i el sol està per sobre de l'horitzó des de mitjans d'abril fins a agost. D'altra banda és de nit sempre des de mitjans d'octubre fins a la fi de febrer.

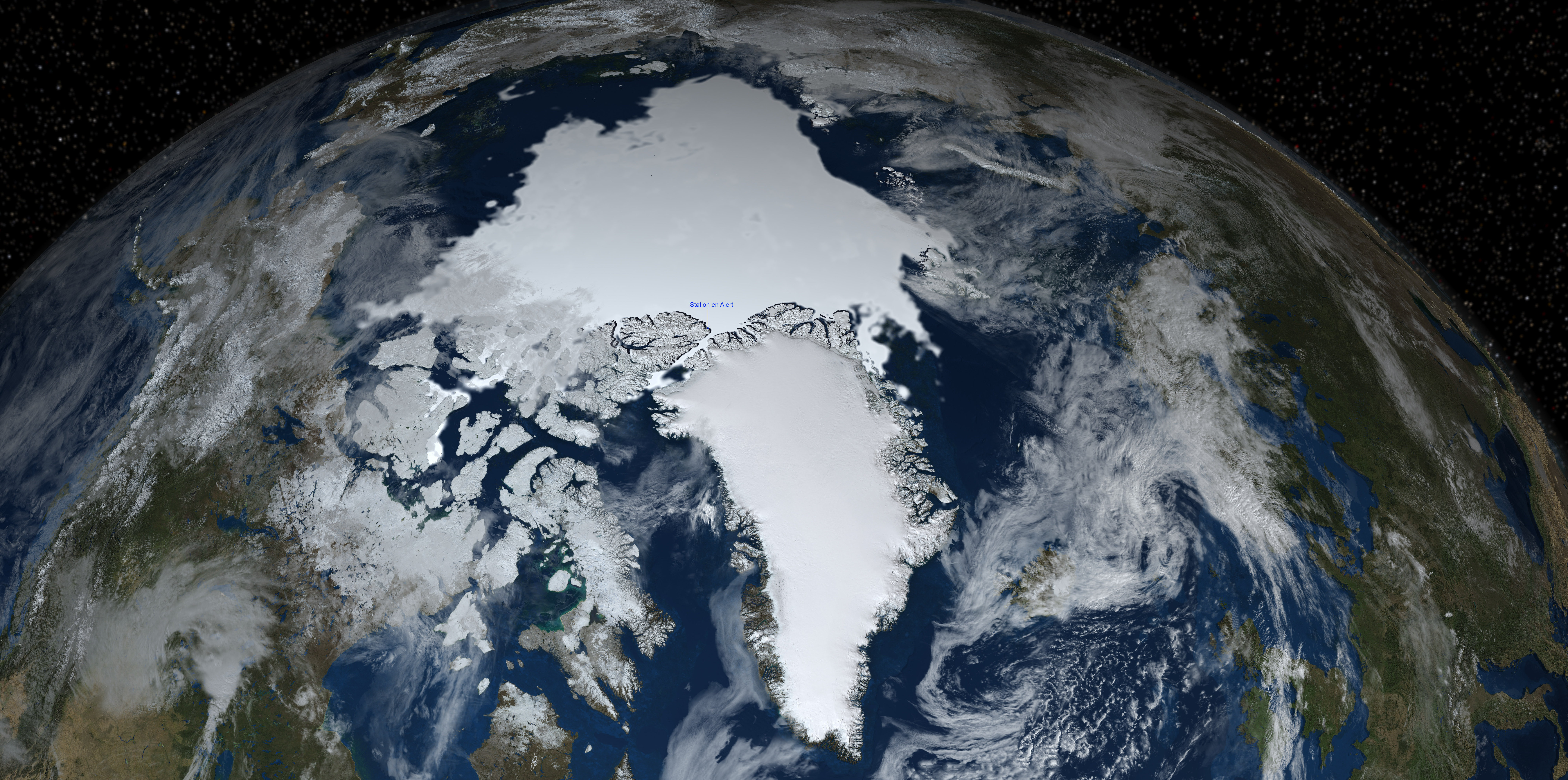
Alert a la regió àrtica al 15 de setembre de 2008.

A l'illa d'Ellesmere també es troba la base científica d'Eureka i el poble Inuit de Grise Fiord.

## Clima
Alert té un clima de tundra freda. La neu cobreix el terreny durant deu mesos l'any. Juliol, que és el mes més càlid només arriba a 3,3 °C de temperatura mitjana i el mes més fred és febrer amb 29,8 °C sota zero. La precipitació anual és de 153 litres el 90% en forma de neu.
| Dades climàtiques a Aeroport d'Alert                        | Dades climàtiques a Aeroport d'Alert | Dades climàtiques a Aeroport d'Alert | Dades climàtiques a Aeroport d'Alert | Dades climàtiques a Aeroport d'Alert | Dades climàtiques a Aeroport d'Alert | Dades climàtiques a Aeroport d'Alert | Dades climàtiques a Aeroport d'Alert | Dades climàtiques a Aeroport d'Alert | Dades climàtiques a Aeroport d'Alert | Dades climàtiques a Aeroport d'Alert | Dades climàtiques a Aeroport d'Alert | Dades climàtiques a Aeroport d'Alert | Dades climàtiques a Aeroport d'Alert |
| Mes                                                         | gen                                  | febr                                 | març                                 | abr                                  | maig                                 | juny                                 | jul                                  | ag                                   | set                                  | oct                                  | nov                                  | des                                  | anual                                |
| ----------------------------------------------------------- | ------------------------------------ | ------------------------------------ | ------------------------------------ | ------------------------------------ | ------------------------------------ | ------------------------------------ | ------------------------------------ | ------------------------------------ | ------------------------------------ | ------------------------------------ | ------------------------------------ | ------------------------------------ | ------------------------------------ |
| Màxima rècord índex d'humitat                               | 0.0                                  | 0.0                                  | −2.4                                 | −1.1                                 | 6.6                                  | 18.1                                 | 19.4                                 | 23.8                                 | 8.4                                  | 3.9                                  | −1.1                                 | 1.4                                  | 23.8                                 |
| Màxima rècord °C (°F)                                       | 0.0 (32)                             | 1.1 (34)                             | −2.2 (28)                            | −0.2 (31.6)                          | 7.8 (46)                             | 18.2 (64.8)                          | 20.0 (68)                            | 19.5 (67.1)                          | 11.2 (52.2)                          | 4.4 (39.9)                           | 0.6 (33.1)                           | 3.2 (37.8)                           | 20.0 (68)                            |
| Màxima mitjana °C (°F)                                      | −28.6 (−19.5)                        | −29.4 (−20.9)                        | −28.4 (−19.1)                        | −20.4 (−4.7)                         | −8.4 (16.9)                          | 2.0 (35.6)                           | 6.1 (43)                             | 3.3 (37.9)                           | −5.3 (22.5)                          | −15.3 (4.5)                          | −22.3 (−8.1)                         | −25.6 (−14.1)                        | −14.4 (6.1)                          |
| Mitjana diària °C (°F)                                      | −32.2 (−26)                          | −33.2 (−27.8)                        | −32.4 (−26.3)                        | −24.3 (−11.7)                        | −11.5 (11.3)                         | −0.4 (31.3)                          | 3.4 (38.1)                           | 0.8 (33.4)                           | −8.4 (16.9)                          | −18.9 (−2)                           | −26.0 (−14.8)                        | −29.4 (−20.9)                        | −17.7 (0.1)                          |
| Mínima mitjana °C (°F)                                      | −35.8 (−32.4)                        | −37.0 (−34.6)                        | −36.3 (−33.3)                        | −28.1 (−18.6)                        | −14.5 (5.9)                          | −2.7 (27.1)                          | 0.7 (33.3)                           | −1.8 (28.8)                          | −11.5 (11.3)                         | −22.4 (−8.3)                         | −29.6 (−21.3)                        | −33.1 (−27.6)                        | −21.0 (−5.8)                         |
| Mínima rècord °C (°F)                                       | −58.9 (−74)                          | −60.0 (−76)                          | −49.4 (−56.9)                        | −45.6 (−50.1)                        | −29.0 (−20.2)                        | −13.9 (7)                            | −6.3 (20.7)                          | −15.0 (5)                            | −28.2 (−18.8)                        | −39.4 (−38.9)                        | −43.5 (−46.3)                        | −46.1 (−51)                          | −60.0 (−76)                          |
| Mínima rècord de temperatura de sensació                    | −64.7                                | −60.5                                | −59.5                                | −56.8                                | −40.8                                | −21.1                                | −10.3                                | −19.2                                | −36.9                                | −49.4                                | −53.7                                | −57.3                                | −64.7                                |
| Precipitació mitjana mm (polzades)                          | 7.2 (0.283)                          | 7.0 (0.276)                          | 7.5 (0.295)                          | 10.6 (0.417)                         | 11.6 (0.457)                         | 12.0 (0.472)                         | 31.8 (1.252)                         | 17.9 (0.705)                         | 22.3 (0.878)                         | 13.4 (0.528)                         | 10.4 (0.409)                         | 6.8 (0.268)                          | 158.3 (6.232)                        |
| Pluja mitjana mm (polzades)                                 | 0.0 (0)                              | 0.0 (0)                              | 0.0 (0)                              | 0.0 (0)                              | 0.0 (0)                              | 0.8 (0.031)                          | 13.0 (0.512)                         | 3.5 (0.138)                          | 0.1 (0.004)                          | 0.0 (0)                              | 0.0 (0)                              | 0.0 (0)                              | 17.4 (0.685)                         |
| Neu mitjana cm (polzades)                                   | 9.0 (3.54)                           | 8.1 (3.19)                           | 8.7 (3.43)                           | 12.6 (4.96)                          | 18.0 (7.09)                          | 13.5 (5.31)                          | 20.0 (7.87)                          | 16.9 (6.65)                          | 33.1 (13.03)                         | 20.2 (7.95)                          | 15.2 (5.98)                          | 9.3 (3.66)                           | 184.6 (72.68)                        |
| Mitjana de dies de precipitació                             | 9.0                                  | 7.7                                  | 7.3                                  | 8.5                                  | 7.5                                  | 7.4                                  | 10.9                                 | 9.2                                  | 10.1                                 | 10.5                                 | 8.7                                  | 9.2                                  | 106.1                                |
| Mitjana de dies de pluja                                    | 0.0                                  | 0.0                                  | 0.0                                  | 0.0                                  | 0.1                                  | 1.0                                  | 6.9                                  | 2.5                                  | 0.2                                  | 0.0                                  | 0.0                                  | 0.0                                  | 10.6                                 |
| Mitjana de dies de neu                                      | 9.1                                  | 8.6                                  | 8.3                                  | 9.1                                  | 9.4                                  | 6.9                                  | 6.3                                  | 7.4                                  | 11.3                                 | 12.2                                 | 9.7                                  | 9.9                                  | 108.0                                |
| Humitat relativa mitjana (%)                                | 66.8                                 | 66.6                                 | 66.9                                 | 71.1                                 | 81.5                                 | 87.1                                 | 85.1                                 | 86.1                                 | 84.6                                 | 75.7                                 | 70.3                                 | 67.2                                 | 75.8                                 |
| Mitjana mensual d'hores de sol                              | 0.0                                  | 0.0                                  | 110.4                                | 323.6                                | 428.6                                | 333.0                                | 321.6                                | 269.1                                | 111.4                                | 3.9                                  | 0.0                                  | 0.0                                  | 1.901,6                              |
| Percentage d'hores de sol                                   | 0                                    | 0                                    | 33.1                                 | 46.8                                 | 57.6                                 | 46.3                                 | 43.2                                 | 36.2                                 | 21.9                                 | 4.1                                  | 0                                    | 0                                    | 36.1                                 |
| Font: Environment Canada Canadian Climate Normals 1981–2010 |                                      |                                      |                                      |                                      |                                      |                                      |                                      |                                      |                                      |                                      |                                      |                                      |                                      |